# Réserve de biodiversité Katnukamat
La réserve de biodiversité Katnukamat est une réserve de biodiversité situé en Minganie au Québec (Canada). Cette aire protégée de 533 km2 a pour objectif de protéger un échantillon de la diversité biologique de la province naturelle du Labrador central, plus spécifiquement des écosystèmes témoins du passage des glaciers et exempts de perturbations d'origine humaine. Elle a été créée en 2019 et est administré par le ministère de l'Environnement et de la Lutte contre les changements climatiques.

## Toponymie
Le nom de la réserve reprend le nom innu du lac aux Sauterelles. « Katnukamat » signifie « lac long » en innu.

## Géographie
La réserve de biodiversité Katnukamat est localisée dans le territoire non organisé de Lac-Jérôme, à 155 km au nord de la communauté innue Mingan. La limite nord-ouest est localisée à la frontière avec Terre-Neuve-et-Labrador. Elle a une superficie de 532,91 km2. Aucune route ne mène à la réserve, mais de nombreux lacs sont assez grands pour atterrir en hydravion.
La réserve est située entièrement dans la province de Grenville, une des composantes du bouclier canadien. À l'ouest de la réserve les roches sont composées principalement d'anorthosite. À l'est, le granite non déformé domine. À la limite de la réserve, on retrouve de la syénite et de la monzonite. l'entièreté de la région a été modelée par l'inlandsis laurentidien. On peut diviser la réserve en quatre régions distinctes. La première au centre est associée à l'avancée de l'inlandsis. On y retrouve de nombreux drumlins entrecoupés de terrains mal drainés. La seconde, à l'ouest présente une section avec de l'écoulement sous-glaciaire. On y retrouve trois eskers orientés dans le sens du glacier. Au sud-ouest, on retrouve une zone d’écoulement fluvio-glaciaire composé de terrasses de sable et de gravier fluvio-glaciaires entrecoupé par des eskers. La dernière zone, à l'est présente une moraine de décrépitude associée à la fonte du glacier.
L'altitude de la réserve varie entre 526 et 796 m, avec une moyenne de 582 m.
La réserve de biodiversité est entièrement dans le bassin hydrographique de la rivière Romaine et représente 3,7% du bassin. 15% de la superficie de la réserve est recouverte de lacs. La plupart sont allongés encaissés dans d'étroites vallées. Le plus grand d'entre eux, le lac aux Sauterelles a une superficie de 17 km2 et une longueur de 20 km. Les lacs alimentent la rivière aux Sauterelles qui a un nombre de Strahler de 4. La plupart des lacs ont une orientation nord-ouest/sud-est et sont situés à la tête du bassin hydrographique.
Le climat de la réserve est un climat continental de type subpolaire froid, subhumide et à saison de croissance courte. Le territoire est dans le domaine bioclimatique de la pessière à lichens, à l'exception d'une petite partie au sud-est qui est dans le domaine bioclimatique de la pessière à mousses.

## Histoire
En 2002, le gouvernement du Québec prend des dispositions pour protéger les buttes du lac aux Sauterelles. Le territoire obtient le statut de réserve de biodiversité projetée le 19 juin 2003 sous le nom de réserve de biodiversité projetée des buttes du lac aux Sauterelles. Le Bureau d’audiences publiques sur l’environnement obtient le mandat en 2996 de faire des audiences publiques. Il a tenu les consultations en deux temps, les premières audiences le 16 au 19 octobre 2006 et les secondes le 21 au 23 novembre 2006. Le BAP donne son rapport au gouvernement le 14 février 2007 et il est rendu public le 16 juillet 2008. Le rapport recommandait de donner le statut d'aire protégée permanente à la réserve de biodiversité des buttes du lac aux Sauterelles. Lors de la création de la réserve en 2019, la superficie de la réserve passe de 481 km2 à une superficie de 532,91 km2.

## Flore
Les peuplements résineux recouvrent 42 % du territoire. La principale essence est l'épinette noire accompagnée de sapin baumier. On retrouve ces regroupements forestiers principalement au sommet des eskers et des drumlins. Les terrasses sont occupées par des landes boisées résineuses dominées par les cladonies (11% du territoire), comme Cladonia stellaris, Cladonia mitis et Cladonia rangiferina, ou par des landes à fond d'arbustes (2% du territoire) occupé par le thé du Labrador, le bleuet à feuilles étroites, le bleuet fausse-myrtille  et l'airelle rouge. Les tourbières recouvrent 4% du territoire. En bordure de celles-ci, on retrouve le mélèze laricin, le kalmia à feuilles d'andromède, l'airelle gazonnante, la cassandre caliculé et l'aulne rugueux.
On y retrouve des Bryophytes comme la dicrane ondulée et l'hypne plumeuse avec des plantes herbacées comme le lycopode à feuilles de genévrier, le petit thé. Certaines espèces présentes dans la région, comme la bazzanie trilobée et le quatre-temps seraient possiblement présentes dans la réserve. Deux feux de forêt ont affecté le territoire de la réserve en 2015 et 2010, brulant un total de 118 km2. 

## Faune
Aucun inventaire faunique n'a été réalisé dans la réserve, donc sa faune est mal connue ou provient du savoir traditionnel des Innus. Ces derniers affirment que la réserve n'est occupée que par une meute de loups. La région serait utilisée comme aire d'hivernage, de mise bas et d'élevage de la harde du lac Joseph du caribou des bois. Les Innus affirment le chasser dans les environs du lac aux Sauterelles.

## Utilisation
La réserve de biodiversité Katnukamat est principalement utilisée par les Innus d'Ekuanitshit pour leurs usages traditionnels. Ces derniers y ont installé des camps aux lac aux Sauterelles et Thévet. Ils y pratiquent la chasse, la pêche, le piégeage et la cueillette. Ils chassent le caribou, l'orignal, la gélinotte huppée, le tétras du Canada, le lièvre d'Amérique, le porc-épic d'Amérique, le castor du Canada, le lynx du Canada, la martre d'Amérique, la bernache du Canada et le canard noir. L'omble de fontaine est l'espèce de poisson la plus pêchée. Cet usage du territoire est d'ailleurs expressément autorisé dans le règlement qui gouverne la réserve de biodiversité.